# Nelcy Caicedo
Nelcy Edith Caicedo Rivas (Istmina, 18 de febrero de 1990) es una atleta colombiana de pruebas de velocidad. Representó a Colombia en los Juegos Olímpicos de Londres 2012 como integrante del relevo 4 x 100.  Caicedo fue campeona nacional juvenil en las distancias de 100 y 200 metros en 2008.

## Marcas personales
| Fecha              | Distancia | Lugar                 | Marca |
| ------------------ | --------- | --------------------- | ----- |
| 24 de mayo de 2008 | 100 m     | Bucaramanga, Colombia | 11.56 |
| 25 de mayo de 2008 | 200 m     | Bucaramanga, Colombia | 23.99 |